# Poželenje ni ljubezen
‎
Poželenje ni ljubezen je roman, ki ga je napisala Sonja Pirman. Zgodba govori o ljubezenskem trikotniku med Sandro, Robijem in Mihom.
Roman je izdala založba VED.